# 贝特兰维尔
贝特兰维尔（法語：Bettelainville，法語發音：[bɛtlɛ̃vil]；洛林语：Betlévelle；洛林法兰克语：Betschtrëf）是法国摩泽尔省的一个市镇，位于该省西部，属于蒂永维尔区。

## 地理
贝特兰维尔（49°14'14"N, 6°18'2"E）面积13.71 平方千米，位于法国大東部大區摩泽尔省，该省份为法国东北部内陆省份，是洛林的一部分，西南接默尔特-摩泽尔省，东临下莱茵省，北与卢森堡和德国接壤。
与贝特兰维尔接壤的市镇（或旧市镇、城区）包括：阿邦库尔、弗莱维、吕唐日、圣于贝尔、维日。
贝特兰维尔的时区为UTC+01:00、UTC+02:00（夏令时）。

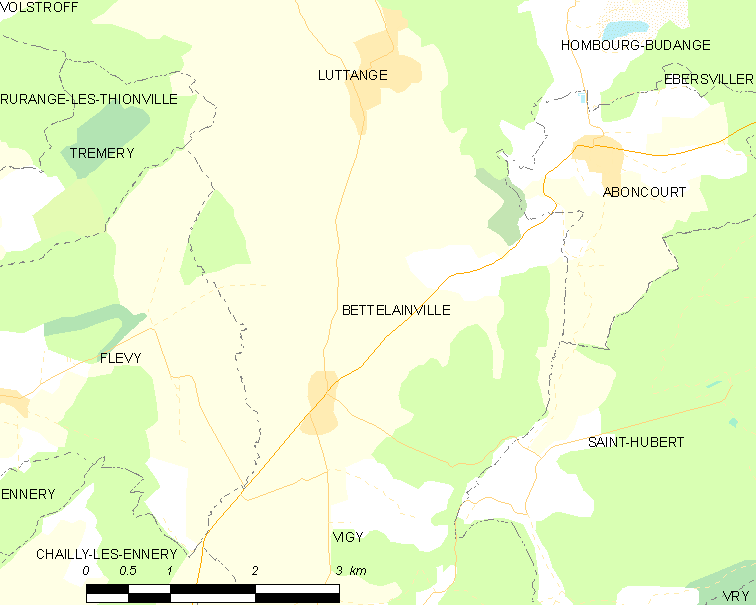
贝特兰维尔的OSM定位图

## 行政
贝特兰维尔的邮政编码为57640，INSEE市镇编码为57072。

## 政治
贝特兰维尔所属的省级选区为梅采维斯县。

## 人口

1962-2008年间贝特兰维尔人口变化图示

贝特兰维尔于2022年1月1日时的人口数量为624人。